# Chiến tranh chiến hào

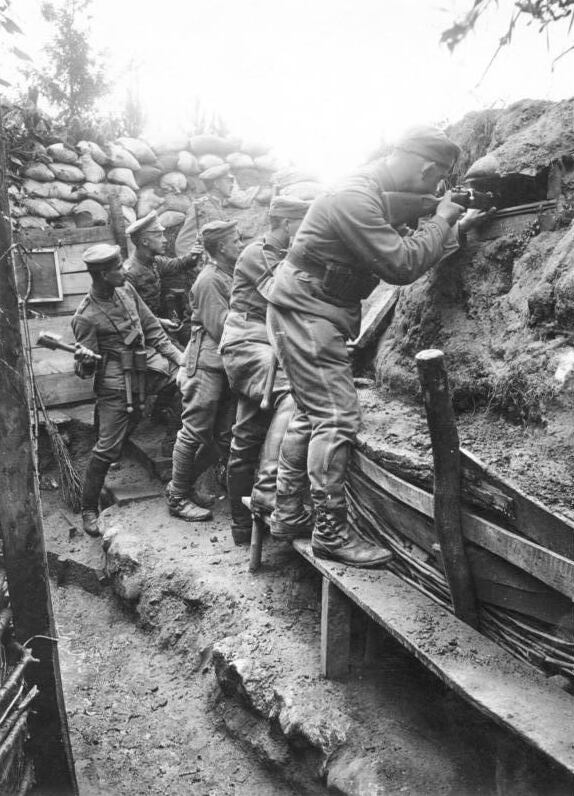
Những người lính Đức thuộc Trung đoàn dự bị Hussar 11 chiến đấu từ một chiến hào, trên Mặt trận phía Tây, năm 1916.

Chiến tranh giao thông hào hoặc chiến tranh chiến hào là một loại chiến tranh trên bộ sử dụng các tuyến chiến đấu chiếm đóng chủ yếu bao gồm các chiến hào quân sự, trong đó quân đội được bảo vệ tốt khỏi hỏa lực vũ khí nhỏ của kẻ thù và được bảo vệ cẩn thận khỏi bị pháo kích. Chiến tranh chiến hào kéo dài trong vài năm diễn ra ở Mặt trận phía Tây trong Thế chiến thứ nhất. Sau cuộc chiến đó, "chiến tranh giao thông hào" đã trở thành một lời giải thích cho sự giằng co, tiêu hao, bao vây và căng thẳng trong cuộc xung đột.
Chiến tranh chiến hào tăng lên khi một cuộc cách mạng về hỏa lực không tương xứng với những tiến bộ tương tự trong cơ động, dẫn đến một hình thức chiến tranh mệt mỏi trong đó người phòng thủ nắm giữ lợi thế. Trên Mặt trận phía Tây năm 1914-1919, cả hai bên đã xây dựng các hệ thống hào, ngầm và đào phức tạp đối diện nhau dọc theo một mặt trận, được bảo vệ khỏi sự tấn công bằng dây thép gai. Khu vực giữa các đường hào đối diện (được gọi là " vùng đất không người , No Man Land ") hoàn toàn phải chịu hỏa lực pháo binh từ cả hai phía. Tấn công, ngay cả khi thành công, thường dẫn đến số thương vong nghiêm trọng.
Với sự phát triển của chiến tranh bọc thép và hiệp đồng binh chủng, tầm quan trọng vào chiến tranh chiến hào đã giảm, nhưng nó vẫn xảy ra ở bất cứ nơi nào chiến tuyến trở nên tĩnh.